# Людина і зброя
«Людина і зброя» — роман на військову тематику українського письменника Олеся Гончара. Вперше надрукований у часописі «Вітчизна» у 1960 році. За цей роман, у 1962 році, письменник отримав Шевченківську премію.
Олесь Гончар працював над романом протягом 1957-1959 років. Вперше він був надрукований у часописі «Вітчизна» у 1960 році, згодом окремим виданням. Критики називають роман своєрідною передісторією трилогії «Прапороносці». Роман розповідає про студбатівців — членів добровільного студентського батальйону. Герої, студенти Харківського університету, на початку Німецько-Радянської війни полишають навчання і записуються добровольцями до армії, щоб захистити «спадщину людського духу», «життя в усій його цілості». В романі реалістично зображуються перші місяці війни.
Важливу роль у романі відіграють вставні «Листи з ночей оточенських», написані від імені одного з героїв, Богдана Колосовського. На думку літературознавця Миколи Кодака, Колосовський виступає як «швидше за все філософськи пристрасне alter ego автора-лірика».
У 1962 році Олесю Гончару за роман «Людина і зброя» було присуджено Шевченківську премію.